# Elisabetta Gnone
Elisabetta Gnone is een Italiaans stripauteur. Ze is de bedenkster van de populaire tienerstrip W.I.T.C.H., gestart in 2001. Ze kreeg de opdracht om een strip te maken voor meisjes met veel magie erin. Ze heeft ook andere strips verzonnen, zoals Fairy Oak. Ze is geboren op 13 april 1965 in Genua. Na haar klassieke studies in 1992 werd ze journalist. Later is ze naar Milaan verhuisd.
- Bibsys: 1656996719856
- Biblioteca Nacional de España: XX1760125
- Bibliothèque nationale de France: cb14501295w (data)
- Gemeinsame Normdatei: 1124949836
- International Standard Name Identifier: 0000 0001 0921 6498
- Library of Congress Control Number: no2011178251
- Nationale Bibliotheek van Tsjechië: xx0030098
- Nederlandse Thesaurus van Auteursnamen: 29238291X
- Istituto Centrale per il Catalogo Unico: UBOV802658
- Système universitaire de documentation: 251309592
- Virtual International Authority File: 85484692
- WorldCat: E39PBJbRkXF4CRMt49CVgftBT3